# 柳沢聴信
柳沢 聴信（やなぎさわ あきのぶ）は、江戸時代中期から後期にかけての旗本。通称は左右吉、のち八郎右衛門、佐渡守。官位は従五位下。
旗本柳沢信門の長男。母は不詳。子に柳沢主尹らがいる。妻は山中廣幸の娘。聴信の死後、長男の主尹が家督を継いだ。

## 年表
※日付は旧暦
- 明和7年（1770年）7月4日 - 父信門の家督を継ぐ。小普請入り。
- 天明1年（1781年）10月9日 - 大番の番士となる。
- 寛政5年（1793年）11月6日 - 出向して書替奉行（切米手形改）を務める。
- 寛政8年（1796年）10月17日 - 小普請組支配組頭となる。
- 文化2年（1805年）3月20日 - 納戸頭となる。
- 文化5年（1808年）2月17日 - 佐渡奉行となる。
- 文化7年（1810年）12月24日 - 普請奉行となる。
- 文化11年（1814年）12月28日 - 田安徳川家家老となる。
- 文政8年（1825年）4月28日 - 留守居となる。鉄砲玉薬御用掛を分掌。
- 文政10年（1827年）12月18日 - 将軍徳川家斉の二十一女・溶姫が加賀藩主前田斉泰へ引移り（輿入れ）の際に尽力したとして巻物を拝領する[1]。
- 天保3年（1832年）7月27日 - 留守居在職中のまま死去。享年79。月桂寺に葬られる。

## 碑
- 瘞鶴碑（えいかくひ） - 文化6年（1809年）に、当時佐渡奉行であった聴信が真光寺（現在の新潟県佐渡市真光寺に存在した寺）の境内に建立した鶴を埋めた石碑。現在も同寺の跡地に建立された金北山神社里社の境内に存在する。なお、瘞鶴碑を含めた真光寺跡と金北山、成就院が「金北山・成就院・真光寺跡」として佐渡市指定文化財・記念物「史跡」となっている。